# Anopheles gabaldoni
Anopheles gabaldoni är en tvåvingeart som beskrevs av Vargas 1941. Anopheles gabaldoni ingår i släktet Anopheles och familjen stickmyggor. Inga underarter finns listade i Catalogue of Life.